# 金釉利
金釉利（1984年8月29日—），韓國女演員。

## 演出作品

### 電視劇
- 2006年：KBS TV小说《江河的榮譽》饰演 郑顺琴
- 2009年：KBS《幸福的背後》飾演 韓秀美
- 2010年：SBS《Coffee House》饰演 咖啡师
- 2011年：KBS《相信愛情》饰演 素英
- 2011年：MBC《Royal Family》飾演 高恩
- 2011年：MBC《不屈的兒媳婦》飾演 林智恩
- 2011年：KBS《福熙姐》飾演 宋今珠
- 2012年：SBS《清潭洞愛麗絲》飾演 申仁華
- 2013年：SBS《主君的太陽》飾演 太伊玲
- 2014年：KBS《陽光滿溢》飾演 徐在茵
- 2015年：MBC《Kill Me Heal Me》飾演 韓彩妍
- 2015年：JTBC《親愛的恩東啊》飾演 趙書玲
- 2016年：MBC《結婚契約》飾演 徐娜允
- 2019年：MBC《Item》飾演 韓宥娜
- 2019年：SBS《綠豆花》饰演 和全琫准一起闹民乱的女子（特别出演）
- 2020年：JTBC《重回18歲》飾演 玉惠仁
- 2023年：MBC《Numbers：大廈之林的監視者們》飾演 張智秀／Joyce

### 電影
- 2006年：《少女X少女》
- 2010年：《秘密愛》饰演 书吧服务员
- 2021年：《今天決定我愛你》饰演 姜志皓的前妻（特别出演）
- 2021年：《午夜》饰演 新闻主播（特别出演）

### MV
- 2011年：J-Cera《始終愛你》

## 奖项荣誉
- 2013年：第2届大田電視劇節—女新人獎（《清潭洞愛麗絲》《主君的太陽》）
- 2013年：SBS演技大獎—新星奖
- 2014年：第3届大田電視劇節—最佳着装奖

## 外部連結
- 金釉利在NAVER上的资料
- 金釉利在韩国电影数据库（KMDb）上的資料（韓語）
- 金釉利在互联网电影资料库（IMDb）上的資料（英文）
- 金釉利在HanCinema的頁面（英文）